# Ben Minoli
Bernard Hendrik (Ben) Minoli (Amsterdam, 16 december 1916 - aldaar, 27 augustus 1998) was een Nederlands acteur en toneelschrijver. Minoli speelde in de periode tussen 1942 en 1962 in verschillende gezelschappen en daarnaast bijrollen in enkele televisieproducties.
Als toneelschrijver is hij bekend van het jeugdtheaterstuk Pierrot valt van de maan, dat op 15 oktober 1955 in première ging en wat vertaald ook in het buitenland werd opgevoerd. Ook de stukken De grote en de kleine koning, Een lachje voor de koning en Marijke en de sprookjesgrot zijn van zijn hand. Voor zijn stuk Het land van verbeelding ontving hij in 1968 de toneelprijs van de gemeente Amsterdam, de Koepelprijs.
- International Standard Name Identifier: 0000 0003 8937 2777
- Nederlandse Thesaurus van Auteursnamen: 17304316X
- Virtual International Authority File: 282741788
- WorldCat: E39PBJktpGr8MqPjrrjpwtKjmd